# Comme des Cherokees
Albums de Zebda
Second Tour
(2012)
Comme des Cherokees est le sixième et dernier album studio du groupe Zebda, sorti en septembre 2014,,. 

## Hit-parade
L'album s'est classé 22e en France et 81e en Belgique.

## Liste des titres
1. L'Envie	3:21
2. À Suivre	3:15
3. Les Petits Pas	3:50
4. L'Accent Tué	3:51
5. Le Panneau	3:29
6. Appel D'Air	3:13
7. Essai	        3:23
8. Fatou	        3:18
9. Les Chibanis	3:54
10. Les Morfales	4:34